# 音海半島

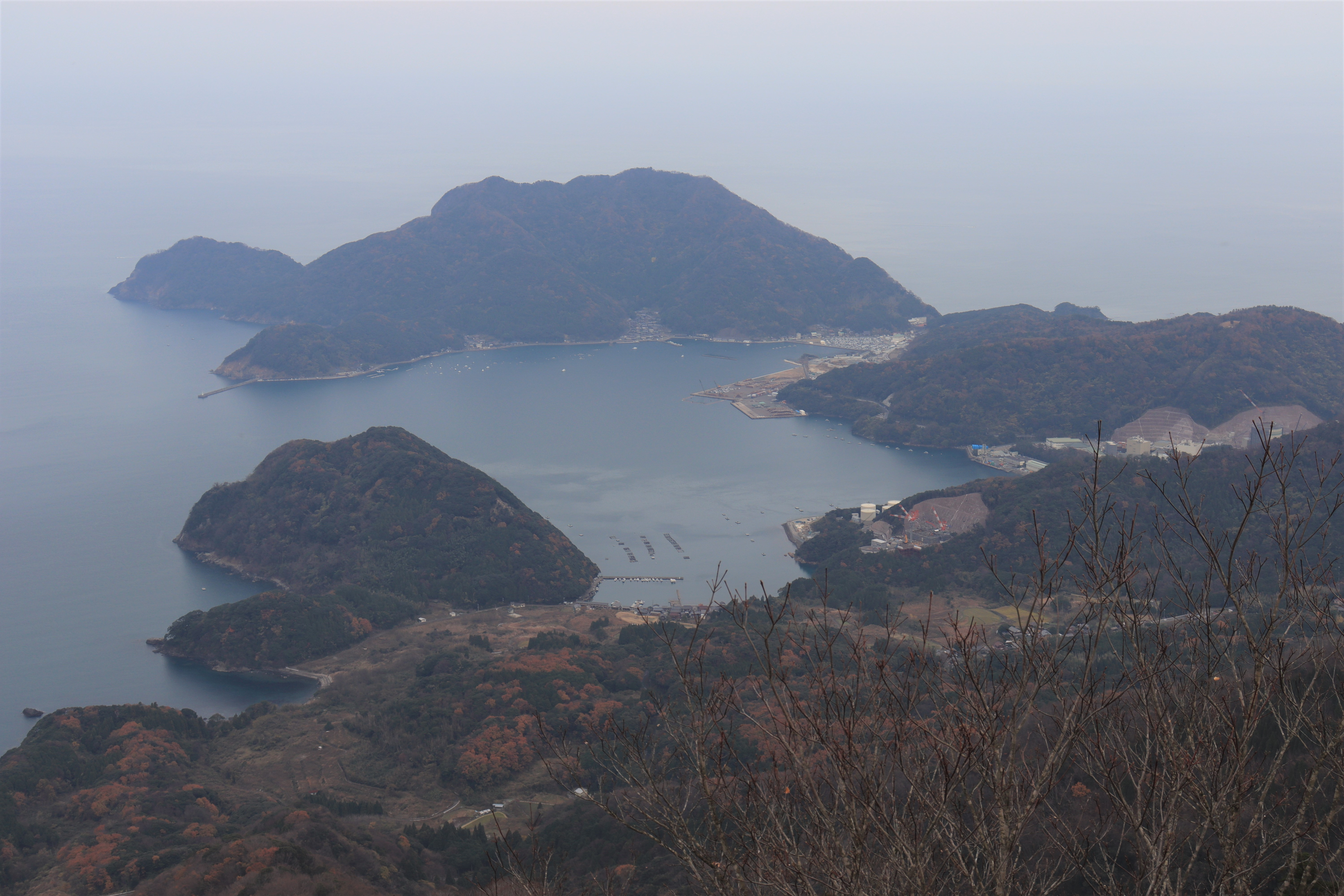
南側の青葉山から望む音海半島

音海半島（おとみはんとう）は、福井県高浜町北西部にある半島である。若狭湾西部に突出する半島で若狭湾国定公園に含まれる。西部に内浦湾、東部に通称高浜湾がある。

## 音海の断崖

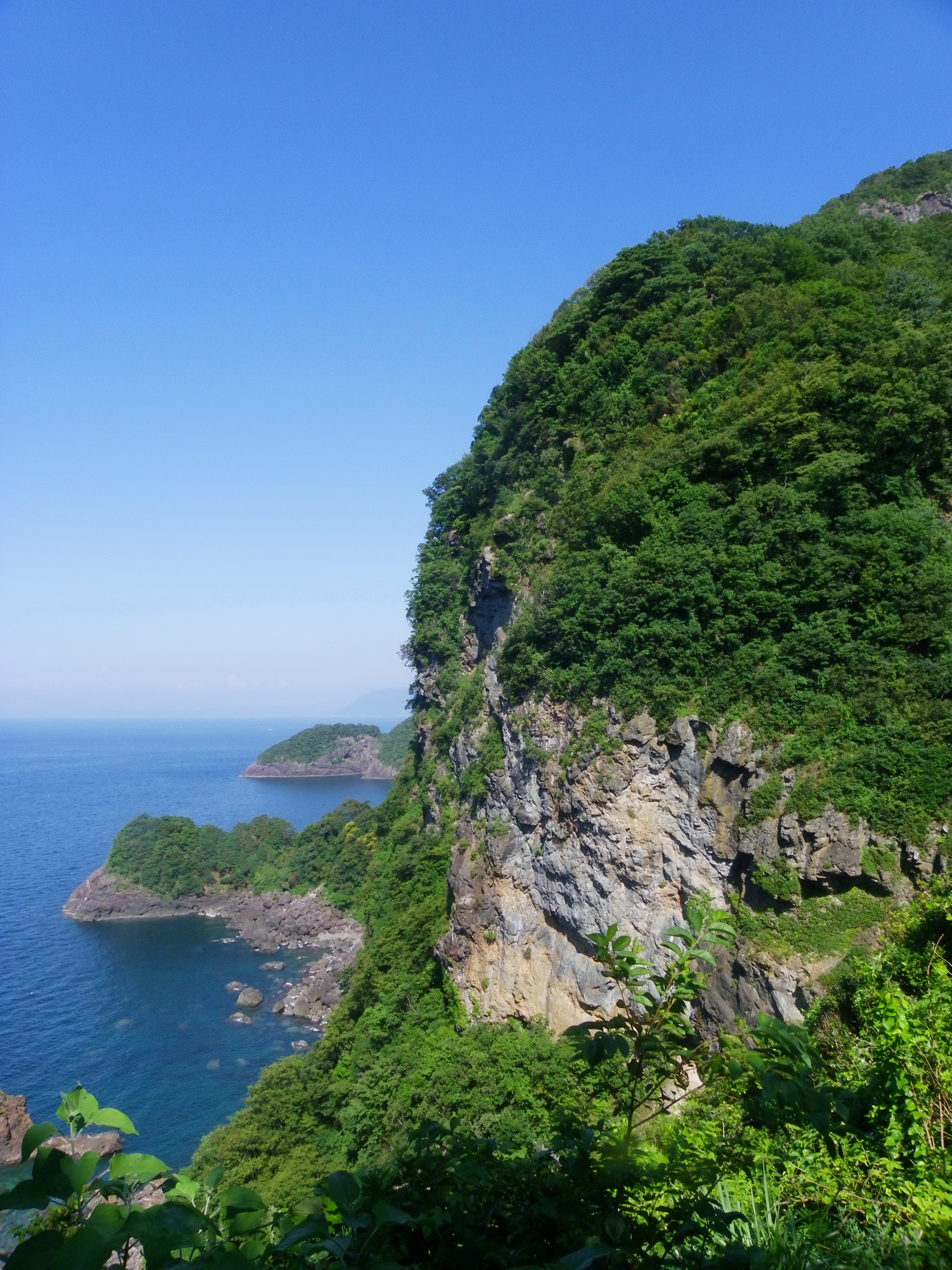
音海の断崖

半島の北側に発達する海食崖、高さ270mを超える。中新世前半（1400万年前）の安山岩および火砕岩からなる。蘇洞門とともに若狭湾の海岸美を代表する景観の一つである。半島東側の名島付近には隆起海食台が発達する。地形学的には、ここから東の若狭湾はリアス式海岸であり、西は隆起した海岸となっている。

## 風島
風島（かぜしま）は音海半島の高浜湾側にある小泊港沖に浮かぶ無人島である。北緯35度32分8.3秒 東経135度31分5.4秒
小泊港と合わせてグレ・チヌ・カレイ・アジ・アオリイカの釣り場になっており、年間を通して釣りが楽しめる。特に秋のアオリイカシーズンは大勢の釣り客で賑わう。

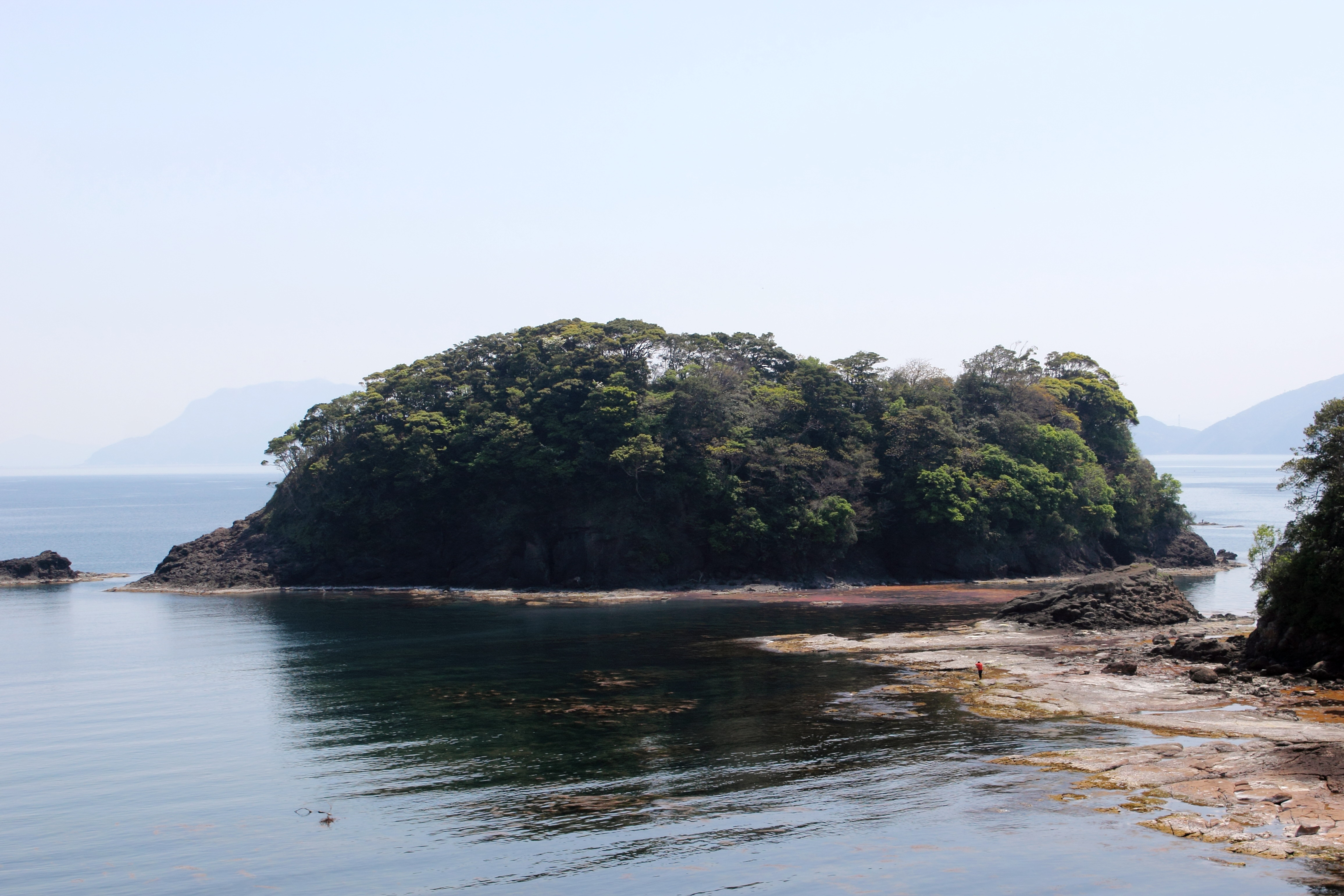
風島

## 付近の観光地・施設
- 内浦港
- 高浜発電所
- 蘇洞門
- 押廻埼灯台

## 交通
- 福井県道149号音海中津海線

半島を一周する道路はない。